# 欧文冲锋枪
欧文冲锋枪（英語：Owen Gun，正式名稱：Owen Machine Carbine，以下簡稱為「欧文枪」）是一款由伊夫林·（埃沃）·欧文（英語：Evelyn (Evo) Owen）於1939年研製、澳大利亚的首枝冲锋枪，制式型發射9×19毫米帕拉貝倫手枪子彈。
欧文冲锋枪是澳大利亞唯一設計和主要服役的二戰衝鋒槍，並且從1943年起，直到1960年代中期以前由澳大利亞陸軍所使用。

## 歷史
由新南威爾士州卧龙岗市出身的欧文枪發明者，伊夫林·欧文，在24歲時於1939年7月向悉尼維多利亞軍營的澳大利亞陸軍軍械官員展示了他所設計的.22 LR口徑“卡賓機槍”原型槍。該槍卻被澳大利亞陸軍所拒絕，因為澳大利亞陸軍在當時沒有承認衝鋒槍的價值。隨著戰爭的爆發，欧文加入了澳大利亞軍隊，並且成為一名列兵。
1940年9月，欧文的鄰居，文森特·沃德爾（英語：Vincent Wardell），看到欧文家樓梯後面擱著一個麻布袋，裡面放著一枝欧文枪的原型枪。而文森特·沃德爾是坎布拉港的大型鋼製品廠萊薩特公司的經理，他拿著原型槍詢問欧文的父親，後者儘管嫌兒子太粗心大意，但仍向沃爾德解釋了這款武器的歷史。沃德爾對這把槍的簡潔的設計留下了深刻的印象，於是安排欧文轉調到陸軍發明部（英語：Army Inventions Board），重拾槍枝設計的工作。儘管陸軍仍然不看好歐文衝鋒槍，但政府卻對它日益重視。

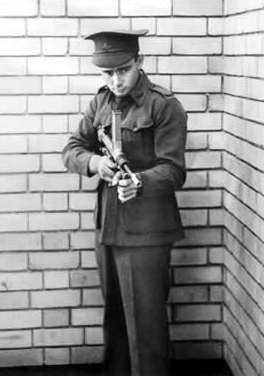
伊夫林·欧文列兵，大約1942年。

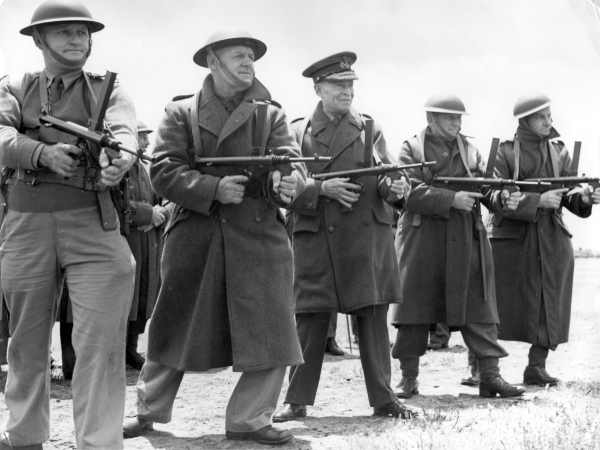
哈利·肖維爾爵士將軍與一組人員一字排開以試射欧文。

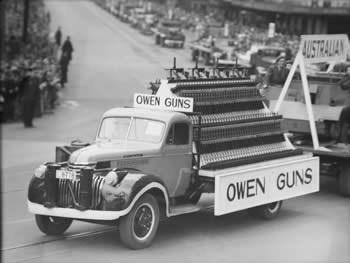
1942年悉尼聖誕遊行。

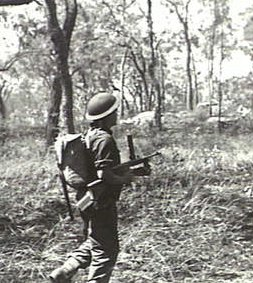
1944年昆士蘭州進行步行射擊戰鬥訓綀。

該欧文枪原型配備了由頂部裝填的彈鼓，之後由彈匣取代，以便於在臥倒時仍能射擊。
口徑的選擇亦花了一些時間去解決。由於陸軍有大批量的柯爾特.45 ACP子彈，它們決定欧文枪需要採用這種口徑。直到在1941年9月19日官方舉辦試驗時，約翰·萊薩特工廠製成了9毫米、.38/200和.45 ACP三種口徑版本。而從美、英進口的斯登衝鋒槍和汤普森冲锋枪在試驗中作為比較標準。測試的其中一環是把所有槍枝都浸沒在泥漿裡，並以沙土覆蓋，以模擬它們會面臨的最惡劣使用環境。欧文枪是唯一在被這樣對待以後、仍可正常操作的衝鋒槍。雖然測試表現出欧文枪具有比湯普森衝鋒槍和司登衝鋒槍更優秀的可靠性，陸軍卻仍在口徑選擇上搖擺不定。此時政府高層再度出手干預，陸軍這才下令採用9×19毫米 的測試款作為標準口徑，並且在1941年11月20日正式獲澳大利亞陸軍採用。
在欧文枪的壽命期間，其可靠性在澳大利亞部隊中贏得了“澳洲阿兵哥甜心”（英語：Digger's Darling）的綽號，亦有人傳言它受到美軍高度青睞。

## 生產和使用
欧文枪是在1942年開始正式由坎布拉港和纽卡斯尔的約翰·萊薩特工廠投入生產，在生產高峰期每個星期生產800支。1942年3月至1943年2月之間，萊薩特生產了28,000枝欧文枪。然而，最初的一批彈藥類型竟然出錯，以至10,000枝欧文枪無法提供彈藥。政府再一次推翻軍方的官僚主義作風，並且讓彈藥通過其最後的生產階段，以及運送到當時在新幾內亞與日軍戰鬥的澳大利亞部隊的手中。在1941年至1945年間生產了約50,000枝欧文枪。在戰爭期間，欧文枪的平均生產成本為$ 30。
雖然它是有點笨重，因為其可靠性，欧文枪在士兵當中變得非常流行。它是如此成功，它也獲新西兰、英国和美国所訂購。
欧文枪後來也被澳大利亞部隊用在朝鲜战争和越南战争，特別是步兵組的偵察兵。這仍然是一枝制式的澳大利亞陸軍武器，直到1960年代中期，它被F1衝鋒槍所取代。

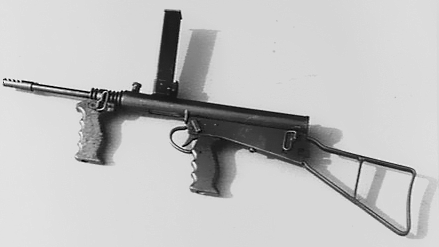
欧文冲锋枪

## 設計細節
欧文枪使用直接反沖作用、開放式槍栓，可選擇半自動或全自動射擊。欧文枪的固定式擊針是槍機面的整體部分。欧文枪可使用肩射和腰射兩種發射模式。這款衝鋒槍因為採用非常規的外觀而很容易辨認的，包括使用裝在管狀機匣頂部的33發雙排彈匣，和向右偏置的機械瞄具（覘孔式照門和片狀準星），讓使用者進行瞄準。瞄準具不可調整，射程裝定為100碼（約91.44公尺，300英尺）。覘孔很大，偏右的位置在瞄準時也很不方便，所以多數人都是用腰射姿勢。對於彈匣位置採用從上往下的供彈設計，據說是為了利用地心引力協助彈匣彈簧推動子彈到後膛進行裝填，從而提高供彈的可靠性，而且防沙效果也很好。另一個不尋常的特點就是機匣內部的獨立式隔室，通過機匣中部內裝有一個厚度約1⁄2英吋的金屬環型隔板與小直徑槍機的拉機柄分隔開來。前室內容納槍機和復進簧，復進簧導桿穿過金屬環中央的孔，在後室與拉機柄連接在一起，而拉機柄槽在機匣後部。這樣就把槍機在機匣內的活動範圍密封起來，防止防止灰塵或泥漿等外來的污物通過拉機柄槽滲入槍機內，使得欧文枪成為一件高度可靠的武器。欧文枪與斯登一樣，具有非折疊式金屬槍托，但也具有手槍握把。欧文枪更裝有前握把，在全自動射擊時更容易控制。
為了便於清洗，欧文枪的拋殼挺相當獨特，是安裝在彈匣背面的一個突齒，而非槍內的一部份。欧文認為在早期衝鋒槍設計中拋殼挺是一個薄弱零件。如果把拋殼挺作為彈匣上的一個零件的話，就算拋殼挺損壞，只要換一個彈匣就可解決問題，而原來的彈匣可以拿去修理。這亦使得拉起槍身的彈匣殼體前面的一個彈簧支撐式柱塞以後就可把槍管迅速地拆卸下來。取出槍管之後，槍機和復進簧就可向著槍口的方向拆卸下來，以完全分解該槍。
攝影的證據顯示有一些欧文枪的馬蹄形72發彈匣在前線使用，但這種衍生型存在的具體信息很少。
2004年，在澳大利亚墨尔本被查獲的“地下武器工廠”，裡面其中包括生產了一些消聲型欧文枪的彷製型和彈匣。但這些彷製型的彈匣並非裝在機匣頂部，而是插在下方。當局懷疑已製成品已經出售給當地黑幫以參與非法毒品交易。

## 使用國
- [5]
- 印度尼西亞
- 荷蘭[6]
- 新西兰[2][7]
- 羅德西亞[8]
- 英国[2]
- 美国[2]

## 流行文化

### 電子遊戲
- 2021—《應徵入伍》

## 資料來源
1. ↑  "Submachine Gun Becomes Pistol by Detaching Butt." （页面存档备份，存于） Popular Mechanics, November 1945, p. 75.
2. 1 2 3 4  . militaryfactory.com.   [2013-05-02]. （原始内容存档于2017-08-04）.
3. ↑  . Kokoda Historical.   [2012-11-19]. （原始内容存档于2012-03-07）.
4. ↑  Brendan Nicholson, Daniel Ziffer. . The Age (Melbourne). 23 July 2004  [2013-06-14]. （原始内容存档于2013-05-27）.
5. ↑  McNab, Chris.  2nd. Kent: Grange Books. 2002. ISBN 1-84013-476-3.
6. ↑  Scarlata, Paul. . Shotgun News. 20 April 2009.
7. ↑  This is the SAS: A Pictorial History of the Special Air Service Regiment, 1982, p.41, ISBN 0853685223
8. ↑   (Museum exhibit), Saxonwold, Johannesburg: South African National Museum of Military History, 2012

## 外部連結
- （英文）—Modern Firearms－Owen machine carbine / submachine gun （页面存档备份，存于）
- （英文）—Machine Carbine, 9 mm Owen, Mark 1
- （英文）—Owen Gun History
- （英文）—The Owen Gun, by. James O. Bardwell （页面存档备份，存于）
- （英文）—Australian jungle camo spray-painted SMG similar to Owen SMG Archive.today的存檔，存档日期2013-01-14
- （英文）—Owen Guns, Gympie, Australia.－Owen Gun Trial[永久]
- （英文）—The Australian Owen SMG （页面存档备份，存于）
- （英文）—Owen Caliber 9mm Machine Carbine （页面存档备份，存于）
- （英文）—The Firearm Blog.com－Made In Australia: The Owen Submachine Gun （页面存档备份，存于）
- （英文）—Owen SMG (Owen Machine Carbine) （页面存档备份，存于）
- （俄文）—Энциклопедия Вооружений－Оуэн Мк 1 (Owen Mk 1) （页面存档备份，存于）
- （简体中文）—D Boy Gun World（槍炮世界）—Owen冲锋枪